# Tian Pengfei
Tian Pengfei (n. 16 august 1987, Dalian, Republica Populară Chineză) este un jucător chinez de snooker.  
Are 111 breakuri de peste 100 de puncte dar nu a realizat niciodată breakul maxim in carieră. Este actualmente locul 81 mondial.